# Mad Max i la cúpula del tro
Mad Max i la cúpula del tro (títol original: Mad Max: Beyond Thunderdome) és una pel·lícula australo-estatunidenca de ciència-ficció de George Miller i George Ogilvie estrenada l'any 1985. És el tercer lliurament de les pel·lícules consagrades a «Mad» Max Rockatansky. La història surt tres anys després de la pel·lícula precedent. Ha estat doblada al català.

## Argument
Una guerra nuclear ha acabat amb la societat moribunda, els homes s'organitzen sota la forma de tribus que lluiten per la seva subsistència. Tres anys després de l'última pel·lícula, Transavia PL-12 Airtruk que solca el desert en el seu carro arrossegat per camells, Max és agredit i Jerediah li roba els seus béns a vora d'un mini-avió (Transavia PL-12 Airtruk). Perseguint els seus lladres, arriba a una ciutat, Bartertown, literalment «la ciutat de la barata» (Trocpolis). Aquesta ciutat, dedicada al comerç, és regida per Aunty Entity (Tina Turner), que organitza un començament de civilització reemplaçant el robatori per la barata. La ciutat és alimentada per metà creat a partir dels purins de porcs, criats sota la ciutat. La ramaderia i la fàbrica de metà sòn dirigides per Master Blaster (« Mestre Bomba »), una parella formada per un colós intel·lectualment dèbil (Blaster) i un nan intel·ligent (Master) pujat  sobre les seves espatlles. Quan té un conflicte amb Aunty Entity, Master decreta un embargament i talla l'alimentació d'energia de Bartertown.

## Repartiment

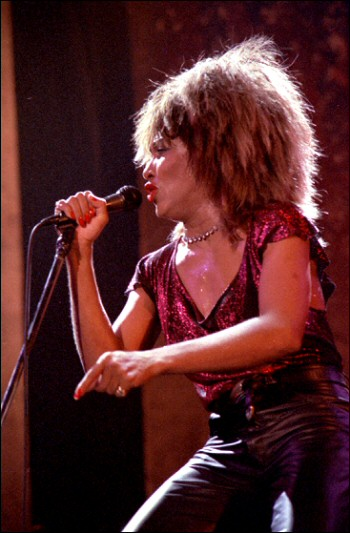
Tina Turner el 1985

- Mel Gibson: «Mad» Max Rockatansky
- Tina Turner: Entity
- Bruce Spence: Jedediah, el pilot
- Adam Cockburn: Jedediah Jr.
- Frank Thring: el col·leccionista
- Angelo Rossitto: Master, el nan
- Paul Larsson: Blaster
- Angry Anderson Ironbar
- Robert Grubb: el matador de porcs
- George Spartels: Blackfinger
- Edwin Hodgeman: Dr. Dealgood
- Bob Hornery: el venedor d'aigua
- Andrew Oh: Ton Ton Tattoo
- Helen Buday: Savannah Nix
- Mark Spain: M. Skyfish

## Premis i nominacions

### Premis
- NAACP Imatge Awards 1986 : millor actriu per Tina Turner[6]

### Nominacions
- Globus d'Or 1986 : Globus d'Or a la millor cançó original per We Don't Need Another Hero
- Golden Reel Awards 1986 : millor muntatge dels efectes sonors per Tim Chau
- Premis Saturn 1986 : millor pel·lícula de ciència-ficció, millor director per George Miller, millors vestuari per Norma Moriceau, millor guió per George Miller i Terrey Hayes

## Producció

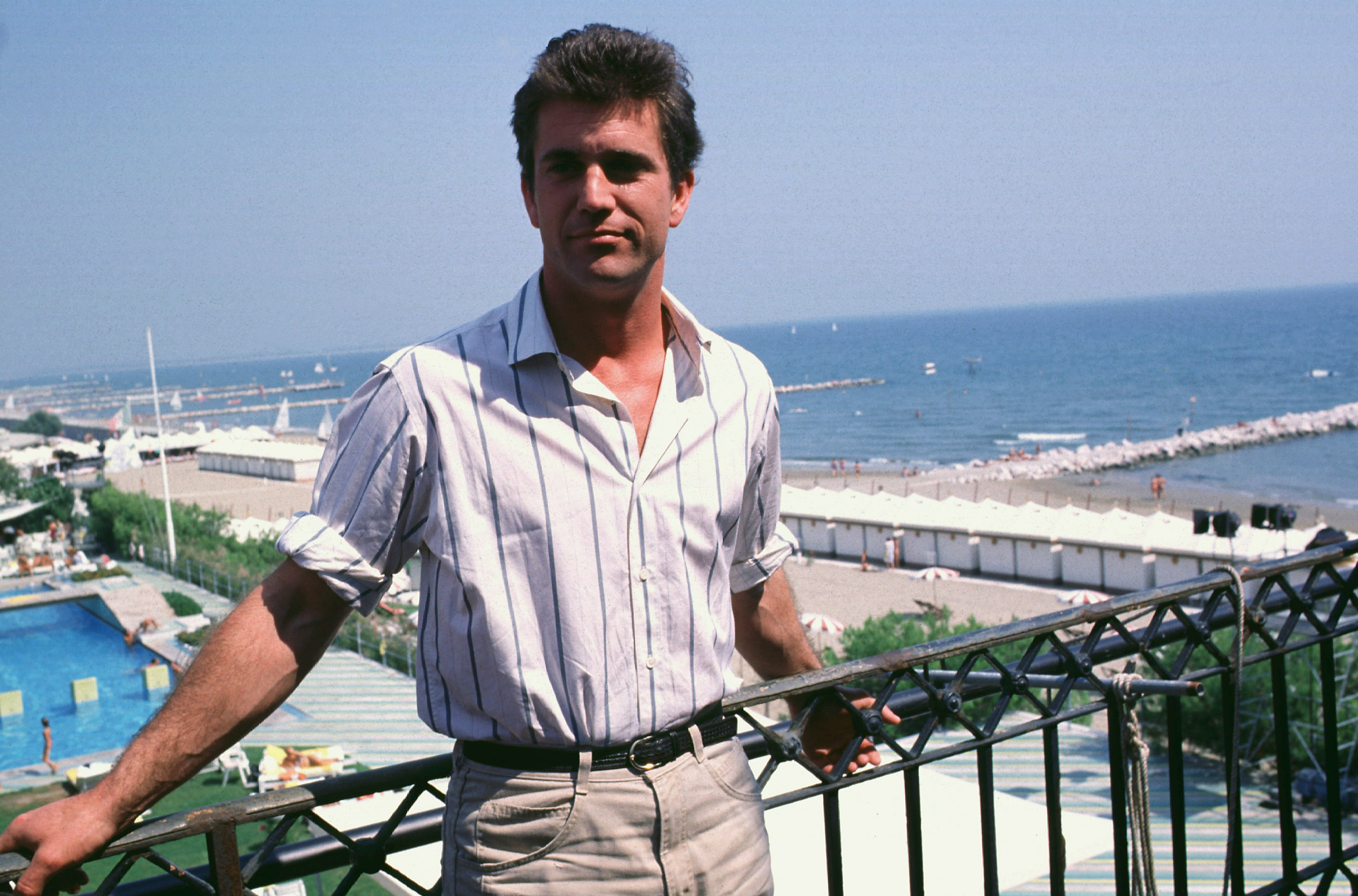
Mel Gibson el gener 1985, a la Mostra de Venècia.

La pel·lícula és el primer Mad Max sense el productor Byron Kennedy que va morir en un accident de helicòpter. Al final de la pel·lícula, just abans els crèdits, es pot llegir un homenatge «…for Byron».
Miller codirigeix la pel·lícula amb George Ogilvie amb el qual ja havia treballat a The Dismissal, una mini-sèrie australiana de 1983. Han utilitzat la mateix equip de tècnics amb les mateixes tècniques d'assajos que ja havien desenvolupat.
El principal lloc de rodatge ha estat la ciutat minera de Coober Pedy. La producció ha construït l'escenari de rodatge de la ciutat de Bartertown en una antiga fàbrica de rajoles del suburbi oest de Sydney. El camp dels nens perduts ha estat rodada en les Blue Mountains.

### Càsting
Cal subratllar la presència de Angry Anderson en el paper d'Acer. És el cantant del grup de hard rock Rose Tattoo. El personatge interpretat per Bruce Spence, Jedediah el pilot, és diferent de l'interpretat en Mad Max 2 on és el pilot de l'autogir (Gyro Captain). A  més, els aparells en les dues pel·lícules són diferents.

### Banda original
A més de la banda original composta pel francès Maurice Jarre, Tina Turner ha gravat cançons específicament per la pel·lícula. Tina Turner venia de renovar amb l'èxit el seu album precedent Private Dancer, després dels anys de galeres després del seu divorci amb Ike Turner.
El títol We Don't Need Another Hero esdevé ràpidament un tube classificant-se 2n als Estats Units i 3r al Regne Unit. Ha estat nominada al Globus d'Or a la millor cançó original i val al Grammy Award a la millor cantant pop l'any 1986. El segon títol és One of the Living, que només arribarà al lloc 15 del Billboard Hot 100.